# Grete Povlsen
Grete Povlsen, född Olsen 19 november 1915 i Köpenhamn, död 12 april 1996, var en dansk författare.
Grete Povlsen var dotter till maskinmästaren och fackföreningsordförande Rasmus Olsen och Mary Elisabeth Poulsen. Hon debuterade som författare 1936, då hennes första dikter blev publicerade i tidskriften Vild Hvede. Hennes första roman, Trojka, gavs ut 1964 och hon tilldelades därefter nästan årligen stipendier från Statens Kunstfond. Från 1981 fick hon ett årligt bidrag från fonden på livstid. Hon gav ut sin självbiografi, Druk: roman om et ægteskab, 1981 och har även skrivit en biografi om författaren Ingeborg Stuckenberg, Ingeborg: en ægteskabshistorie (1985). Hon fortsatte att ge ut dikter i olika tidskrifter och antologier. Hon stod även bakom manuskriptet till TV-serien To der elsker hinanden. Från 1978 var hon styrelseledamot i Dansk Forfatterforening.
Povlsen var gift två gånger; först med målaren Ole Eriksen (1943–1955) och andra gången med författaren Orla Bundgård Povlsen (1957-1979). Hon var mor till journalisten Klaus Bundgård Povlsen.

## Priser och utmärkelser
- Forfatterne Harald Kiddes og Astrid Ehrencron-Kiddes Legat 1965 och 1986
- Emma Bærentzens Legat 1970
- Poeten Poul Sørensen og fru Susanne Sørensens Legat 1985
- Aage Barfoeds og Frank Lunds Legat 1992
- Otto Rungs Forfatterlegat 1994